# Selección femenina de fútbol de las Islas Cook
La selección femenina de fútbol de las Islas Cook es el equipo representativo de dicho país. Su organización está a cargo de la Asociación de Fútbol de las Islas Cook, perteneciente a la OFC y la FIFA.
Tras hacer su debut en el Campeonato Femenino de la OFC 2003, se posicionó dos veces en el tercer lugar de la competición. En los Juegos del Pacífico obtuvo la medalla de bronce en 2015.

## Últimos y próximos encuentros
Actualizado al último partido jugado el 28 de noviembre de 2023
| Fecha      | Ciudad  | Local              | Resultado | Visitante       | Competición              |
| ---------- | ------- | ------------------ | --------- | --------------- | ------------------------ |
| 29-08-2023 | Papeete | Tahití             | 1:0       | Islas Cook      | Partido amistoso         |
| 01-09-2023 | Papeete | Tahití             | 1:1       | Islas Cook      | Partido amistoso         |
| 17-11-2023 | Honiara | Islas Cook         | 2:5       | Nueva Caledonia | Juegos del Pacífico 2023 |
| 20-11-2023 | Honiara | Papúa Nueva Guinea | 3:0       | Islas Cook      | Juegos del Pacífico 2023 |
| 23-11-2023 | Honiara | Islas Cook         | 3:0       | Samoa Americana | Juegos del Pacífico 2023 |
| 28-11-2023 | Honiara | Samoa Americana    | 3:0       | Islas Cook      | Juegos del Pacífico 2023 |

## Estadísticas

### Copa Mundial Femenina de Fútbol
| Copa Mundial Femenina de Fútbol | Copa Mundial Femenina de Fútbol | Copa Mundial Femenina de Fútbol | Copa Mundial Femenina de Fútbol | Copa Mundial Femenina de Fútbol | Copa Mundial Femenina de Fútbol | Copa Mundial Femenina de Fútbol | Copa Mundial Femenina de Fútbol | Copa Mundial Femenina de Fútbol | Copa Mundial Femenina de Fútbol |
| Año                             | Ronda                           | Pos.                            | J                               | G                               | E                               | P                               | GF                              | GC                              | DG                              |
| ------------------------------- | ------------------------------- | ------------------------------- | ------------------------------- | ------------------------------- | ------------------------------- | ------------------------------- | ------------------------------- | ------------------------------- | ------------------------------- |
| 1991                            | No existía la selección         | No existía la selección         | No existía la selección         | No existía la selección         | No existía la selección         | No existía la selección         | No existía la selección         | No existía la selección         | No existía la selección         |
| 1995                            | No existía la selección         | No existía la selección         | No existía la selección         | No existía la selección         | No existía la selección         | No existía la selección         | No existía la selección         | No existía la selección         | No existía la selección         |
| 1999                            | No existía la selección         | No existía la selección         | No existía la selección         | No existía la selección         | No existía la selección         | No existía la selección         | No existía la selección         | No existía la selección         | No existía la selección         |
| 2003                            | No clasificó                    | No clasificó                    | No clasificó                    | No clasificó                    | No clasificó                    | No clasificó                    | No clasificó                    | No clasificó                    | No clasificó                    |
| 2007                            | No participó                    | No participó                    | No participó                    | No participó                    | No participó                    | No participó                    | No participó                    | No participó                    | No participó                    |
| 2011                            | No clasificó                    | No clasificó                    | No clasificó                    | No clasificó                    | No clasificó                    | No clasificó                    | No clasificó                    | No clasificó                    | No clasificó                    |
| 2015                            | No clasificó                    | No clasificó                    | No clasificó                    | No clasificó                    | No clasificó                    | No clasificó                    | No clasificó                    | No clasificó                    | No clasificó                    |
| 2019                            | No clasificó                    | No clasificó                    | No clasificó                    | No clasificó                    | No clasificó                    | No clasificó                    | No clasificó                    | No clasificó                    | No clasificó                    |
| 2023                            | No clasificó                    | No clasificó                    | No clasificó                    | No clasificó                    | No clasificó                    | No clasificó                    | No clasificó                    | No clasificó                    | No clasificó                    |
| 2027                            | Por disputarse                  | Por disputarse                  | Por disputarse                  | Por disputarse                  | Por disputarse                  | Por disputarse                  | Por disputarse                  | Por disputarse                  | Por disputarse                  |
| Total                           | 0/9                             | -                               | -                               | -                               | -                               | -                               | -                               | -                               | -                               |

### Copa de Naciones de la OFC
| Copa de Naciones de la OFC | Copa de Naciones de la OFC | Copa de Naciones de la OFC | Copa de Naciones de la OFC | Copa de Naciones de la OFC | Copa de Naciones de la OFC | Copa de Naciones de la OFC | Copa de Naciones de la OFC | Copa de Naciones de la OFC | Copa de Naciones de la OFC |
| Año                        | Ronda                      | Pos.                       | J                          | G                          | E                          | P                          | GF                         | GC                         | DG                         |
| -------------------------- | -------------------------- | -------------------------- | -------------------------- | -------------------------- | -------------------------- | -------------------------- | -------------------------- | -------------------------- | -------------------------- |
| 1983                       | No existía la selección    | No existía la selección    | No existía la selección    | No existía la selección    | No existía la selección    | No existía la selección    | No existía la selección    | No existía la selección    | No existía la selección    |
| 1986                       | No existía la selección    | No existía la selección    | No existía la selección    | No existía la selección    | No existía la selección    | No existía la selección    | No existía la selección    | No existía la selección    | No existía la selección    |
| 1989                       | No existía la selección    | No existía la selección    | No existía la selección    | No existía la selección    | No existía la selección    | No existía la selección    | No existía la selección    | No existía la selección    | No existía la selección    |
| 1991                       | No existía la selección    | No existía la selección    | No existía la selección    | No existía la selección    | No existía la selección    | No existía la selección    | No existía la selección    | No existía la selección    | No existía la selección    |
| 1994                       | No existía la selección    | No existía la selección    | No existía la selección    | No existía la selección    | No existía la selección    | No existía la selección    | No existía la selección    | No existía la selección    | No existía la selección    |
| 1998                       | No existía la selección    | No existía la selección    | No existía la selección    | No existía la selección    | No existía la selección    | No existía la selección    | No existía la selección    | No existía la selección    | No existía la selección    |
| 2003                       | Fase de grupos             | 5.°                        | 4                          | 0                          | 0                          | 4                          | 1                          | 26                         | -25                        |
| 2007                       | No participó               | No participó               | No participó               | No participó               | No participó               | No participó               | No participó               | No participó               | No participó               |
| 2010                       | Tercer lugar               | 3.°                        | 5                          | 3                          | 0                          | 2                          | 5                          | 11                         | -6                         |
| 2014                       | Tercer lugar               | 3.°                        | 3                          | 0                          | 1                          | 2                          | 2                          | 16                         | -14                        |
| 2018                       | Fase de grupos             | 10.°                       | 3                          | 0                          | 0                          | 3                          | 0                          | 10                         | -10                        |
| 2022                       | Cuartos de final           | 7.°                        | 3                          | 0                          | 1                          | 2                          | 1                          | 4                          | -3                         |
| Total                      | 5/12                       | 5.°                        | 18                         | 3                          | 2                          | 13                         | 9                          | 67                         | -58                        |

### Juegos Olímpicos
| Juegos Olímpicos | Juegos Olímpicos        | Juegos Olímpicos        | Juegos Olímpicos        | Juegos Olímpicos        | Juegos Olímpicos        | Juegos Olímpicos        | Juegos Olímpicos        | Juegos Olímpicos        | Juegos Olímpicos        |
| Año              | Ronda                   | Pos.                    | J                       | G                       | E                       | P                       | GF                      | GC                      | DG                      |
| ---------------- | ----------------------- | ----------------------- | ----------------------- | ----------------------- | ----------------------- | ----------------------- | ----------------------- | ----------------------- | ----------------------- |
| 1996             | No existía la selección | No existía la selección | No existía la selección | No existía la selección | No existía la selección | No existía la selección | No existía la selección | No existía la selección | No existía la selección |
| 2000             | No existía la selección | No existía la selección | No existía la selección | No existía la selección | No existía la selección | No existía la selección | No existía la selección | No existía la selección | No existía la selección |
| 2004             | No clasificó            | No clasificó            | No clasificó            | No clasificó            | No clasificó            | No clasificó            | No clasificó            | No clasificó            | No clasificó            |
| 2008             | No participó            | No participó            | No participó            | No participó            | No participó            | No participó            | No participó            | No participó            | No participó            |
| 2012             | No clasificó            | No clasificó            | No clasificó            | No clasificó            | No clasificó            | No clasificó            | No clasificó            | No clasificó            | No clasificó            |
| 2016             | No clasificó            | No clasificó            | No clasificó            | No clasificó            | No clasificó            | No clasificó            | No clasificó            | No clasificó            | No clasificó            |
| 2020             | No clasificó            | No clasificó            | No clasificó            | No clasificó            | No clasificó            | No clasificó            | No clasificó            | No clasificó            | No clasificó            |
| 2024             | No clasificó            | No clasificó            | No clasificó            | No clasificó            | No clasificó            | No clasificó            | No clasificó            | No clasificó            | No clasificó            |
| 2028             | Por disputarse          | Por disputarse          | Por disputarse          | Por disputarse          | Por disputarse          | Por disputarse          | Por disputarse          | Por disputarse          | Por disputarse          |
| Total            | 0/9                     | -                       | -                       | -                       | -                       | -                       | -                       | -                       | -                       |

### Juegos del Pacífico
| Juegos del Pacífico | Juegos del Pacífico | Juegos del Pacífico | Juegos del Pacífico | Juegos del Pacífico | Juegos del Pacífico | Juegos del Pacífico | Juegos del Pacífico | Juegos del Pacífico | Juegos del Pacífico |
| Año                 | Ronda               | Pos.                | J                   | G                   | E                   | P                   | GF                  | GC                  | DG                  |
| ------------------- | ------------------- | ------------------- | ------------------- | ------------------- | ------------------- | ------------------- | ------------------- | ------------------- | ------------------- |
| 2003                | No participó        | No participó        | No participó        | No participó        | No participó        | No participó        | No participó        | No participó        | No participó        |
| 2007                | Fase de grupos      | 7.°                 | 4                   | 0                   | 2                   | 2                   | 4                   | 10                  | -6                  |
| 2011                | Fase de grupos      | 6.°                 | 3                   | 1                   | 1                   | 1                   | 2                   | 2                   | 0                   |
| 2015                | Tercer lugar        | 3.°                 | 4                   | 1                   | 1                   | 2                   | 4                   | 8                   | -4                  |
| 2019                | Cuarto lugar        | 4.°                 | 5                   | 3                   | 0                   | 2                   | 8                   | 10                  | -2                  |
| 2023                | Fase de grupos      | 10.°                | 4                   | 1                   | 0                   | 3                   | 5                   | 10                  | -5                  |
| Total               | 5/6                 | 8.°                 | 20                  | 6                   | 4                   | 10                  | 23                  | 41                  | -18                 |

## Palmarés
- Copa de Naciones de la OFC:
  -  Tercer lugar (2): 2010 y 2014

- Juegos del Pacífico:
  -  Tercer lugar (1): 2015
  -  Cuarto lugar (1): 2019